# 183 هـ
183 هـ هي سنة في التقويم الهجري امتدت مقابلةً في التقويم الميلادي بين سنتي 799 و800.

## وفيات
- هشيم بن بشير
- زياد بن عبد الله البكائي
- موسى بن جعفر الكاظم